# Jalkut
Jalkut (auch: Jalqut, „Blütenlese“; eigentlich: hebräisch ילקוט Tasche Behälter; vgl. 1 Sam 17,40 : die „Hirtentasche“, in die David die Kiesel legte, um mit einem von ihnen den Goliat zu besiegen) bezeichnet eine Gattung der rabbinischen Literatur: Sammelwerke, im Besonderen im Mittelalter zu Anthologien zusammengestellte Midraschim. 
Die drei bekanntesten (vermutlich unabhängig voneinander entstandenen) dieser Zusammenstellungen sind:
- Jalkut Schimoni
- Jalkut Hamechiri
- Jalkut Re'ubeni

## Jalkut Schimoni
Auch: Schimeoni, gewöhnlich einfach Jalkut genannt: klassische Anthologie und midraschischer Thesaurus, erstmals von Zunz (was sich bestätigte) dem mittelalterlichen Autor Simon (Simeon) Kara (Schim'on ha-Darschan) zugeschrieben (französischer Rabbiner, 12. Jahrhundert, nach anderen Quellen aus Frankfurt am Main stammend, bereits im 11. Jahrhundert; vermutlich doch erst aus dem 13. Jahrhundert). 
Diese auch als bequemes Nachschlagewerk dienende, aus mehr als 50 Werken zusammengesetzte Kompilation begleitet die biblischen Bücher gemäß ihrer Reihenfolge (spätere Rezensionen bringen aber einiges durcheinander) und bringt eine wertvolle Auswahl zugehöriger Midraschim. Das Werk ist in zwei Teile eingeteilt: 
- 1) Jalkut zur Tora (963 Paragraphen/Remasim);
- 2) Jalkut zu den übrigen Büchern (1085 Paragraphen/Remasim).

Die Paragraphen sind von sehr unterschiedlicher Länge (sehr kurz: einige Zeilen, bis außerordentlich lang: viele Seiten).
Der Jalkut Schimoni ist auch deshalb besonders wertvoll, weil er einige Quellen benutzt, die ansonsten teilweise oder ganz als verloren gelten (Sifre Zuta, Jelamdenu, Midrasch Abkir, Midrasch Tadsche, Midrasch Esfa), und weil er wichtige aber dennoch immer zu überprüfende Lesarten zur Textkritik noch vorhandener Werke liefert.

## Jalkut HaMechiri
Auch: Jalqut ha-Makhiri, eine dem Jalkut Schimoni ähnliche, aber weniger vollständige (nur zu den prophetische Schriften und zu den drei großen Hagiographen) Kompilation aus späterer Zeit, angelegt von Machir ben Abba Mari (auch: ben Makhir ben Todros), über den man so gut wie nichts mit Bestimmtheit weiß (14. Jahrhundert, unsicher: Provence, Spanien); es existieren aber viele wissenschaftliche Theorien, teilweise Spekulationen, über ihn.
Der Autor dieses Jalkut verfügte über eine große Menge verschiedener, auch später Midraschmanuskripte (zu Hiob, Sprüche, Seder Elijahu Rabba) und solche sonst nicht erhaltener Schriften einige mehrfach, was dessen Lesarten umso wertvoller macht.

## Jalkut Re'ubeni
Erstveröffentlichung Prag 1660. Ein in der Folge der Wochenabschnitte (Sidrot) fortlaufender, mystisch-aggadischer Pentateuchkommentar in hebräisch-aramäischer Sprache mit Verweisen auf Werke aus der alten Kabbala.
Sein Verfasser, Re'uben ben Hoschke (Josua Hoeschel) hakohen (Ruben Höschke; Höschke = polnischer Diminutiv für Jehoschua), wird noch im Jahr 1673 in Prag als gefeierter Kabbalist bezeugt.
Die größte Verbreitung hatte die Fassung Jalkut Re'ubeni hagadol (der Große) mit ausführlichen Auszügen seltener Kabbalawerke, ebenfalls in der Reihenfolge der Lesungen angeordnet.